# Koly Kanté
Pour les articles homonymes, voir Kanté.
Koly Kanté (né le 11 novembre 1982 à Bamako) est un footballeur malien qui évolue au poste de milieu ou d'arrière gauche. Après avoir porté les couleurs de l'AS Angoulême pendant plusieurs saisons, il joue ensuite au Tours FC, club qu'il aide à faire monter en ligue 2 avant de connaitre une dernière saison difficile. Après être passé par la Bulgarie et le club de Belassitza Petritch, il s'engage à l'été 2010 à l'UA Cognac club de CFA2.